# Guillem Baches García
Guillem Baches García (Lleida, 26 de setembre de 1979) és un jugador d'escacs català que té el títol de Mestre Internacional des del 2004. Forma part del Club Escacs Lleida.
A la llista d'Elo de la FIDE de l'octubre de 2020, hi tenia un Elo de 2329 punts, cosa que en feia el jugador número 193 (en actiu) de l'estat espanyol. El seu màxim Elo va ser de 2402 punts, a la llista de l'agost de 2012.

## Resultats destacats en competició
Guanyà dos Campionats de Catalunya en categoria infantil (1992, 1993), un subcampionat (1995) i un Campionat en categoria juvenil el 1997 i un Campionat en categoria absoluta el 2003. El 2005 fou subcampió d'Espanya absolut de partides ràpides.